# Лов на бисери в Бахрейн
Мястото, откъдето лодките са се подготвяли за излизане за стриди се състои от седемнадесет сгради в град Мухарак, три офшорни „легла“ на стриди, част от брега на морето и крепостта Qal'at Bu Mahir в южния край на остров Мухарак. Изброените сгради включват резиденции на заможни търговци, епископи, складове и джамия. Това място е последния останал пълен пример за културната традиция на добиват и богатството, което тя генерира по време, когато търговията контролирала икономиката в залива (2 век до 1930 г., когато Япония разработва култивиране на перли).
Той също така представлява изключителен пример за традиционно използване на морските ресурси и човешкото взаимодействие с околната среда, които заедно формират икономиката и културната идентичност на обществото на острова.
Традиционното използване на морето за събиране на перли от стриди в Персийския залив сформира икономиката на остров Бахрейн в продължение на хилядолетия. Като най-известният източник на бисери от древни времена, производството на Персийския залив достигна върха на нейния просперитет в края на 19-и и началото на 20 век.
Богатствата от това, че се е превърнала в лидер на световната търговия се отразява в развитието на търговските квартали на град Мухарак. Няколко отличителни търговски и жилищни сгради остават като свидетелство за горда, но опасна и трудна икономическа дейност, която е претърпяла внезапна и катастрофална смърт през 1930 г. в резултат на развитието в Япония в култивирането на перли, от сладководни миди.
Архитектурните свидетелства включват жилищни и търговски структури, които са осезаема проява на основните социални и икономически функции и институции, свързани с обществото на добиващите перли. Повечето от структурите са оцелели и са сравнително непроменени след разпадането на перлената индустрия в началото на 20 век. Това свидетелства за отличителните строителни традиции и високия им стандарт на изработка с дървен материал и мазилка. Тези сгради предизвикват спомени от тази промишленост, която поддържала социални и икономически структури, както и културната идентичност, която е създала.
Повечето от населението на страната, участващо в индустрията – от гмуркане до най-богатите на стриди „легла“ в Персийския залив до изграждането на кораби и търговия с най-големите и „светещи“ перли – икономиката на острова, културата и социалната структура еволюирали около перлата.
Кораба се командвал от капитан, който събирал екипажа. Екипажа се състоял от водолази, чираци и готвачи. Капитанът е събирал всички перли като ги пазел до края на сезона и продавал някои, ако е било необходимо, поради възникнали извънредни разходи. Били са необходими прости инструменти за да се категоризират перли в дните преди пазарът, който е бил безвъзвратно променен от пристигането на по-евтините култивирани перли. Така изведнъж този начин на живот е изчезнал.

## Метод на добив
Сезонът на гмуркането продължавало малко повече от четири месеца, от юни до началото на септември. Водолазите са се спускали по претеглено въже, оставали под водата за около една минута, събирали средно от осем до дванадесет стриди, а след това излизали на повърхността. След десет гмуркания, мъжете се връщали на борда за да починат, пият кафе и да се затоплят, докато друга група от водолази са под водата. Гмуркачите, слагали щипки на носовете си преди да навлязат в дълбините. Дори и с опит, гмуркането е било опасно и пукането на тъпанчетата се е случвало често. За да извадят перлата от стридата гмуркачите отваряли черупките на стридите на палубата на кораба със специален извит нож.

## Цифровизирани тестове
Комплексни производствени методи за създаване на култивирани перли, които наподобяват истинските пораждат създаването на цифровизирани тестове, за да може да се прави разграничение между перлите. Само когато перлата е преминала серия от прегледи се издава удостоверение, което да гарантира, че е естествена, органичен скъпоценен камък – и следователно има по-голяма стойност.
Днес най-търсени са перли от Персийския залив. Бахрейнските перли са естествени, за което свидетелстват неправилните им форми. Наниз от абсолютно кръгли перли отнема много години, за да бъдат събрани, което обяснява изключителната им стойност.